# محقق کرکی
علی بن حسین بن عبدالعالی جبل عاملی (۱۵۳۱–۱۴۶۱م) (۹۴۰–۸۷۰ق) مشهور به محقق ثانی و محقّق کَرَکیِ، از فقها و مراجع تقلید شیعه و از علمای عصر صفوی بود که از جبل عامل مهاجرت کرد و ابتدا به عراق رفت و سپس در پی دعوت شاه اسماعیل صفوی برای تبلیغ و ترویج تشیع، به ایران آمد.
پس از مرگ شاه اسماعیل، محقّق کَرکی به عنوان نائب امام مهدی در همهٔ شئون اقتصادی، سیاسی و دینی دولت شیعی جدید صاحب اختیار مطلق شد تا آنجا که شخص شاه تهماسب یکم نیز نائب او به‌شمار می‌آمد و او را به مقام شیخ الاسلامی نائل کرد.
شاه تهماسب اول او را به عنوان نایب امام زمان صاحب حقیقی دولت خواند و لذا او اختیارات واقعی را در دست گرفت. او یک مجتهد و اصولی صِرف بود و روش او را بسیاری از علمای شیعه نپسندیدند.

## زندگی‌نامه
محقق کرکی در سال ۸۷۰ هجری قمری در روستای کرکِ نوحِ جبل عامل (در لبنان) به دنیا آمد.
علی بن عبدالعالی الکرکی نخست در شهرهای دمشق و قاهره تحصیل کرد و بعد به نجف، مرکز آموزش تشیع در جنوب عراق، رفت. دقیقاً پس از جنگ‌های ایران و ازبکان در سال ۱۵۱۰ میلادی، به خواست شاه اسماعیل صفوی برای بار نخست به ایران صفوی آمد تا «تشیع صحیح» را مستقیماً از زبان مبلغان عرب در ایران تازه شیعه شده ترویج کنند. کرکی بار دیگر پس از به قدرت رسیدن شاه تهماسب یکم به ایران بازگشت. این بار اختیارات و جایگاه اجتماعی فقیهان شیعه بهتر شده بود و کرکی به بالاترین مقام مذهبی کشور رسید.
کرکی با استفاده از شبکه‌ای از حامیانش، من‌جمله طلبه‌های عرب و ایرانی و بهره‌مندان از موقوفات و پرداخت‌های مذهبی، انحصار فقیهان را بر شریعت شیعه تقویت نمود. قشر ممتازی که او ایجاد کرد، در رقابت با اعیان زمین‌دار ایرانی بودند که پیشتر بر تشکیلات مذهبی کنترل داشتند. قشر فقیهان با «اتوریته حقوقی نیمه مستقل» و حقوقی که در استفاده از درآمدهای مذهبی برای خود قائل شده بودند، به یک قدرت قابل توجه در ایران بدل شدند.
کرکی به عنواین «خاتم المجتهدین» و «نائب الامام» رسید و شخص شاه از فتواهای او پیروی می‌کرد. به نقل از تاریخ جهان آرا، شاه تهماسب امور کشور را به اختیار او درآورد و توقیع به تمام شهرهای قلمرو خود فرستاد تا از فرمان او اطاعت کنند و بدانند که پایه مملکت و کشورداری به عهده اوست، زیرا نائب امام است و امور محوّل به امام زیر نظر او اداره خواهد شد.
شاه تهماسب در یکی از دیدارهایش با وی گفته بود: «فرمانروا تو هستی و من یکی از کارگزاران تو می‌باشم».
کرکی از شاه تهماسب یک فرمان کتبی گرفت که شاه آن را به دست خودش با املای شیخ کرکی نوشته بود، و در میان سران قزلباش پخش کرد. متن این حکم چنین بود:
هرکه مخالفت خاتمُ المجتهدین، وارث علوم سید المرسلین، نائب الأئمة المعصومین [شیخ کرکی] بکند، و در مقام متابعت نباشد، بیشائبه ملعون ومردود [است]، و به سیاسات عظیمه و تأدیب بلیغه مؤاخذه خواهد شد.
این فرمان شرعی برای بیرون راندن همگانیِ ایرانیان سنی مانده و شیعیان اسماعیلی و زیدی از شهرهای خودشان بود. صاحب قصص العلماء در این باره چنین نوشته است: «او امر کرد که مخالفان و سنیان را [از شهرها] بیرون کنند تا مبادا که موافقین را گمراه نمایند.»
به درخواست شاه تهماسب، کرکی رساله‌ای در مورد پیامدهای شرعی رفتار وسواسی تدوین کرد. شاه شخصاً در رعایت مناسک مذهبی با وسواس عمل می‌کرد و در جوانی از باده نوشی توبه کرد. این سیاست با نوشتن کتاب‌های پر از جزئیات و متعدد در باب «طهارت و نجاست» همراستا بود و به بیگانه‌هراسی دامن می‌زد تا مردم از دشمنان سنی‌مذهب، به عنوان نامؤمنان پرهیز کنند.
شاه به او اختیار داده بود برای سراسر قلمروش امام جمعه تعیین کند. خود برپایی نماز جمعه یک بدعت در میان شیعیان آن زمانه بود که پیش از کرکی، اقامه آن را در غیبت کبری حرام می‌دانستند ولی کرکی با احیای این رسم، تلویحاً دولت صفوی را به عنوان یک قدرت شیعی مشروع تأیید کرد و فقیهان را نمایندگان مهدی نشان داد. در حُکم سلطنتی دیگری، شیعیان موظف شدند در تمامی جنبه‌های شریعت از مجتهد خود «تقلید» کنند و در عوض دولت مشروعیت می‌یافت مالیات جمع کند. کرکی اجازه داشت سنی‌ها را تکفیر و تعقیب کند و لعنت به خلفای راشدین و… معمول شد. کرکی از دفتر «صدر» (بالاترین مقام دولتی) نیز مستقل بود و فقیهان جایگاهی نیمه مستقل از دولت صفوی یافتند.

## درگذشت
وی در روز عید غدیر سال ۹۴۰ قمری در نجف وفات یافت یا به قولی توسط مخالفان شیعه مسموم شد. پیکر وی در حرم علی بن ابی‌طالب دفن شد.
پس از محقّق کَرکی سایر علمای جبل عاملی پشت در پشت به مقام «خاتم المجتهدین» (مجتهد الزّمانی) منصوب شدند ولی هیچ‌یک به اندازه محقّق کَرکی از قدرت و نفوذ زیاد در حکومت برخوردار نشدند.
از چهره‌های برجسته جبل عاملی پس از محقّق کَرکی می‌توان به شیخ بهایی و علامه مجلسی اشاره نمود.

## در منابع شیعه
به گفته منابع شیعه، کرکی در وطن خود، نزد محمد بن محمد بن خاتون، شمس‌الدین محمد جزینی، شمس‌الدین محمد احمد صهیونی و علی بن هلال جزایری دانش آموخت. سپس به مصر رفت و پس از سال ۹۰۹ ه‍.ق به عراق هجرت کرد؛ و در سال (۹۱۶ ه‍.ق) وارد ایران شد. او در شهرهای خراسان، اصفهان، قزوین و عراق اقدامات مهم و مؤثری به نفع آیین تشیع به سامان رسانید؛ به طوری که می‌توان گفت اساس و پایه مذهب شیعه را او در کشور به پا داشت.
کَرکی به شیوه شهید اول از سوی خود نمایندگان ویژه‌ای به نواحی مختلف فرستاد. قرار گرفتن در این جایگاه نوین به وی امکان داد که در امور مذهبی به اجتهادهای نو دست بزند تا آنجا که نویسندگان غیر شیعی به خاطر فتاوی کَرکی در امور مختلف او را «مخترع الشّیعه» لقب داده‌اند.

شاه تهماسب صفوی بنابر نقلی که مرحوم سید نعمت‌الله جزایری در ابتدای کتاب شرح عوالی اللئالی دارد خطاب به محقق کرکی گفت:
تو شایسته‌تری برای حکومت چون تو نایب امام زمان (ع) هستی و من کارگزار تو هستم و دستورات تو را اجرا می‌کنم. (کتاب صفویه از ظهور تا زوال، ص ۳۷۵ و ۳۷۶)